# Месопотамский воробей
Месопотамский воробей (лат. Passer moabiticus) — вид птиц из семейства воробьиных.

## Описание
При длине тела 12-13 см месопотамский воробей это один из самых мелких видов своего семейства. Проявляется половой диморфизм: самцы имеют более яркую и отчетливую окраску, нежели самки. У самца серые макушка, задняя часть шеи и щеки, а также небольшой черный нагрудник. Самка похожа на небольшого домового воробья с коричневой спиной и пестринами, сероватой головой и охристо-белым низом. Клюв самки меньше, чем у самца.

## Ареал
Основной ареал месопотамского воробья расположен на большинстве территории плодородного полумесяца. Отдельная популяция, которую выделяют в подвид P. m. yatii,  обитает в юго-западной части Афганистана.

## Питание
Месопотамский воробей питается преимущественно семенами.

## Жизненный цикл
Месопотамские воробьи гнездятся в засушливых низинах предпочитая определённые виды кустарников, как-то тамариск. В кладке обычно 4—7 яиц.

## Внешние ссылки
- На Викискладе есть медиафайлы по теме Месопотамский воробей
- Dead Sea sparrow at the Internet Bird Collection